# Oscar Wilde
Oscar Fingal O'Flaherty Wills Wilde (født 16. oktober 1854, død 30. november 1900) var en irsk forfatter angiveligt opkaldt efter kong Oscar II, som hans far skulle have opereret for grå stær.  ("Mit navn har to O'er, to F'er og to W'er," påpegede Wilde senere.)
Han har bl.a. skrevet The Picture of Dorian Gray (1891 Billedet af Dorian Gray) og The Importance of Being Earnest (1895 (på dansk Bunbury), af mange anset for den vittigste farce skrevet på engelsk.

## Opvækst
Oscar Wilde blev født i Dublin af protestantiske anglo-irske forældre. Han var søn af sir William Wilde og Jane Francesca Wilde, født Elgee. Hans mor var en kendt forfatter og irsk nationalist, der skrev under navnet "Speranza" (italiensk for "håb"). Hun påstod at være i slægt med Dante Alighieri og hævdede at Elgee var en forvanskning af hans slægtsnavn, hvad der var fri fantasi.  Wildes far var Irlands førende øjen- og ørekirurg og skrev bøger om arkæologi og folklore; desuden var han en agtet filantrop, der i 1844 omdannede en stald i Mark Street til et sygehus for ubemidlede, St Mark's Ophthalmic Hospital for Diseases of the Eye and Ear. Det forlød at han med held havde opereret en engelsk prinsesse for skeløjethed, men da han skulle gentage successen med George Bernard Shaws far, opnåede han kun, at det opererede øje kom til at skele til modsat side. 
Der var tre børn i ægteskabet: William (f. 1852), Oscar født to år senere og Isola ("ø" på italiensk, med tanke på Irland) født i 1857. Familien boede meget fornemt i Merrion Square nr. 1. Imidlertid blev privatlivet forstyrret af Mary Travers, en ung kvinde der uddelte flyveblade med påstand om, at hun var dr. Wildes patient, og at han havde bedøvet hende med kloroform og voldtaget hende i sit konsultationsværelse. Fru Wilde skrev til Mary Travers' far, at han måtte standse sin datters opførsel. Mary Travers anmeldte fru Wilde for injurier og fik i december 1864 medhold i retten; men fru Wilde blev dømt til at betale Travers en farthing (= en kvart penny). 
I foråret 1867 fik den knapt tiårige Isola, der var på besøg hos slægtninge på landet, feber og døde. Familien kom aldrig over sorgen, og Wilde bar hele livet en konvolut med en lok af lillesøsterens hår. Han mistede også begge sine halvsøstre. Hans far havde tre børn uden for ægteskab: Henry Wilson (f. 1838) de delte efterhånden praksis. Emily (f. 1847) og Mary (f. 1848) blev adopteret af deres fars ældre bror. Pigerne omkom i november 1871, da de var til bal og den ene dansede den sidste vals med værten. Hun kom for nær kaminen, så hendes krinolineskørter flammede op. Søsteren kom til hjælp, men der gik også ild i hendes kjole. Værten lagde sin frakke om dem og fik dem ud i sneen; men deres  liv stod ikke til at redde. 

## Uddannelse
Wilde fik hjemmeundervisning til han var ni år og begyndte på Portora Royal School i Enniskillen i grevskabet Fermanagh (1864–1871). Derefter studerede han klassisk litteratur ved universitetet i Dublin til 1874, hvor han vandt Berkeleys guldmedalje og blev belønnet med et stipendium til Magdalen College i Oxford. Efter Wildes død fandt hans venner en låneseddel på medaljen. Edward Carson var flittigere end Wilde og gik mere end tyve år senere løs på ham i retten i London.  Wilde var så sikker på at han ville få stipendiet at han ikke gad at tage eksamen tredje år på Trinity. I stedet for hjalp han sin lærer i klassisk filologi, John Mahaffy, med at læse korrektur på Mahaffys bog Social Life in Greece from Homer to Menander. Her havde Mahaffy meget usædvanligt skrevet om homoseksualitet. Bogen udkom i november 1874 med tak for hjælpen fra "hr. Oscar Wilde fra Magdalen College". Pga. kritik blev afsnittet om homoseksualitet og takken til Wilde fjernet i anden udgave. 
Dagen efter sin tyveårs fødselsdag ankom Wilde til Oxford, hvor han studerede til 1878 og gjorde sig bemærket ved udtalelser som: "For hver dag finder jeg det sværere og sværere at leve op til mit blå porcelæn." Han var en fremragende student med topkarakterer i sine store eksamener i 1876 og 1878. Ved mundtlig eksamen blev det sagt. at hans eksaminatorer brugte mere tid på at gratulere ham med hans præstationer end på at spørge ham ud om hans skriftlige besvarelser.  Han skrev at de to store vendepunkter i hans liv var, da hans far sendte ham til Oxford, og da samfundet sendte ham i fængsel. Sommeren 1875 rejste han til Italien med professor Mahaffy. Han beskrev katedralen i Milano som "et grufuldt fejlgreb" og havde ikke råd til at følge med helt til Rom. 19.april 1876 døde hans far, og Wilde fik det endnu værre økonomisk: hans far havde været generøs mod sine uægte børns mødre og belånt sine ejendomme. Wildes halvbror betalte af på gælden, så familien kunne blive boende. For Wilde var det en stor sorg at hans far ikke oplevede hans strålende eksamensresultater to måneder senere: "Min far ville have glædet sig sådan over det. Det frarøvede mig helt glæden over karaktererne." 
I 1877 fik Wilde anledning til at rejse med professor Mahaffy til Grækenland. På hjemvejen mødte han venner i Rom og var i privat audiens hos pave Pius 9. Det kan måske forklare, at halvbroren Henry kun efterlod Wilde £ 100 og halvdelen af en fiskerhytte i Connemara på betingelse af, at Wilde forblev protestant i fem år. Storebroren Willie fik £ 2.000. Rejsen blev årsag til at Wilde kom en måned for sent tilbage til Magdalen, blev bortvist resten af semesteret og fik en bøde. Han tog til London og anmeldte åbningen af Grosvenor-galleriet, hans første offentliggjorte prosatekst. Det sidste år på Magdalen arbejdede han hårdt for sin afsluttende eksamen og blev den bedste i sin årgang og modtog universitetets poesi-pris. 

## Ægteskab og familie
Da studietiden var omme, tog Wilde hjem til Dublin, hvor han mødte og forelskede sig i Florence Balcombe, der senere blev gift med Bram Stoker. Han forlod Irland i 1878 og vendte kun tilbage to gange for at holde foredrag.  De næste seks år tilbragte han i London, Paris og USA, hvor han turnerede med foredrag. I januar-oktober 1882 krydsede han fra USA's østkyst til vestkysten og tilbage igen og mødte Walt Whitman og Henry James. Whitman syntes godt om ham, mens James omtalte "Hosscar" som "en tiendeklasses kæltring". 
I London mødte han Constance Lloyd, datter af den velstående Horace Lloyd. De giftede sig 29.maj 1884 i St. James' kirke i Sussex Gardens i London. Wilde havde både tegnet brudekjolen: gul satin med pufærmer og vielsesringen. Næste morgen rejste parret til Paris, hvor de tilbragte hvedebrødsdagene på hotel Wagram i Rue de Rivoli. Vennen Robert Sherard, som var oldebarn af William Wordsworth - og Wildes første biograf,  kom for at gratulere, og Wilde begyndte oprømt at beskrive sin bryllupsnat: "Det er vidunderligt, når en ung jomfru -." Den forlegne Sherard fik ham afbrudt. 
Om Constance sagde Wilde: "Hun taler næsten aldrig. Gad vide hvad hun tænker."

Parret bosatte sig i rækkehuset Tite Street  34 (dengang nr. 16) i Chelsea. Wilde skal senere have fortalt vennen Frank Harris: "da jeg giftede mig, var min kone en smuk pige, hvid og slank som en lilje, med dansende øjne og munter, trillende latter som musik. Efter omtrent et år var den blomsteragtige ynde helt forsvundet; hun var blevet tung, uformelig, vanskabt. Hun slæbte sig rundt i huset med forgræmmet, plettet ansigt og hæslig krop, syg i hjertet pga. vor kærlighed. Det var frygteligt. Jeg prøvede at være venlig mod hende; tvang mig til at røre ved hende og kysse hende, men hun led altid af kvalme, og – åh! Jeg kan ikke huske det, det er altsammen modbydeligt... Jeg plejede at skylle munden og åbne vinduet for at rense mine læber i den rene luft."
Wilde væmmedes ved Constances svangerskaber, men han fortsatte med at holde af hende og bo sammen med hende. Hver onsdag holdt de åbent hus; de gik ud sammen andre dage, og Wilde var en opmærksom far.  "Hun forstod mig ikke, og jeg var dødtræt ved ægteskabeligt samliv. Men hun havde nogle søde træk i sin karakter, og var vidunderligt loyal mod mig." 
Hans følelser for sin kone ses måske bedst i nogle linjer fra Billedet af Dorian Gray: "Der er altid noget latterligt ved følelserne hos de mennesker, man er holdt op med at elske." 
Parret fik to sønner, Cyril (f. 1885) og Vyvyan (f. 1886). Da Wilde blev skandaliseret og fængslet, tog Constance efternavnet Holland for sig og sine sønner; også hendes bror Otho skiftede navn til Holland. Cyril faldt i første verdenskrig, mens Vyvyan overlevede den og blev forfatter og oversætter. Han udgav sine memoirer i 1954; hans søn Merlin har redigeret og udgivet flere værker om sin farfar.

## Litterære værker
Wilde havde allerede i 1881 udgivet et udvalg af sine digte i et oplag på 750, men de vakte ingen større begejstring. Wilde betalte selv for at få dem trykt. Punch skrev om digtsamlingen: "The poet is Wilde, but his poetry's tame." Han optrådte jævnligt i Punch's spalter som "Jellaby Postlethwaite, den "ret så for meget" æstetiske poet", hvad Wilde selv morede sig over. 
Andre anmeldelser var mere positive, men Wildes gamle universitet i Oxford returnerede et eksemplar efter afstemning med den begrundelse, at indholdet var "lånt" fra Shakespeare, John Donne og andre.  Hans mest kendte eventyr, The Happy Prince and Other Tales (Den lykkelige prins og andre historier) kom i 1888. I 1892 kom en ny eventyrsamling, The House of Pomegranates (= Granatæblernes hus), som forfatteren beskrev som " hverken tiltænkt det britiske barn eller det britiske folk".
Hans eneste roman, The Picture of Dorian Gray (Billedet af Dorian Gray), udkom i 1891. Der fandtes paralleller mellem hovedpersonens liv og Wildes, og det blev brugt som bevis i retssagen mod ham.
Wildes favoritgenrer var overklassekomedier og skuespil. En ven sagde, at en farce skal være som en mosaik, men Wilde sagde nej, "den skal være som et pistolskud".  Hans første virkelige succes hos et større publikum var dramaet Lady Windermere's Fan (Lady Windermeres vifte) 1892, der blev fulgt af A Woman of No Importance (1893), An Ideal Husband (1895) og The Importance of Being Earnest (Bunbury, 1895), Wildes mesterværk, hvori han udsatte overklassen for skarp satire. Ordet earnest (= oprigtig) var Victoria-tidens slang for "homoseksuel". Tre år før Wildes skuespil var ordspillet titel på digtsamlingen Love in earnest af John Gambril Nicholson. Det kunne oversættes både som "Oprigtig kærlighed" og "Homoseksuel kærlighed".  Efter arrestationen af Wilde blev hans navn fjernet fra plakater og programmer for forestillingen The Importance of Being Earnest, som dog blev opført til og med 8.maj for at hjælpe Wilde økonomisk. Den næste forestilling blev et stykke, der ironisk nok hed The Triumph of the Philistines (= Småborgernes triumf). 
I 1893 forbød forlæggeren en opsætning af skuespillet Salomé, men det blev sat op i Paris året efter og blev udgangspunkt for Richard Strauss' opera af samme navn. I England blev Salomé først opført  i 1931.  Strauss' opera havde premiere i Dresden i 1905. Før han måtte opføre operaen i London i 1909, måtte alle bibelske henvisninger fjernes og Salomé ikke synge til Johannes Døberens afhuggede hoved, men til et blodigt fad. Der blev dog givet tilladelse til at fadet kunne dækkes af et klæde, der dog ikke måtte give indtryk af, at der lå et hoved under.  Salomé blev omtalt som "en orientalsk Hedda Gabler", og Ibsens skuespil havde da også gjort indtryk på Wilde, der så det i London, og bagefter sagde: "Jeg følte medlidenhed og skræk, som om stykket havde været græsk."  Hans aforismer lever: Work is the curse of the drinking classes. (Arbejde er de fordrukne klassers forbandelse). One should either be a work of art, or wear a work of art. (Enten skal man være et kunstværk, eller have et på.) To love oneself is the beginning of a life-long romance. (At elske sig selv er begyndelsen til en livslang kærlighedsaffære.) I Lady Windermere's Fan siger lord Darlington: "I can resist everything except temptation." (Jeg kan modstå alt, undtagen fristelse.) Lorden taler om flirt, men sætningen kom til at stå for Wildes egne udskejelser og tjene som en flabet undskyldning for andre. Wildes bror Willie anmeldte skuespillet anonymt i The Daily Telegraph som "dårligt, men det vil få succes".  Henry James, der hadede "Hosscar", gik glip af premieren på sit eget skuespil Guy Domville for at se An Ideal Husband. På vej fra den jublende sal til sit eget skuespil spurgte han sig: "Hvordan kan et stykke gøre noget ved et publikum, som det der gør succes hos?" Men James blev mødt af et forarget publikum, der hånede hans eget stykke og skrev aldrig igen for scenen. 

## Skandalen
Wildes skrivekunnen og uforlignelige vid overskyggedes efterhånden for samtiden af, at han var homoseksuel. I 1887 fik Wildes en ung lejer, Robert Ross. Det har været antaget, at han var Wildes første homoseksuelle elsker. På sit dødsleje antydede Wilde det for en anden ven, Reginald Turner. Ross selv benægtede forholdet, men sagde, at "det ikke ville have skadet", hvis det var sandt. I 1886 havde Wilde skrevet til en studenterven: "Selv ville jeg ofre alt for en ny erfaring... Der findes et ukendt land fyldt af fremmede blomster og tunge parfumer, et land, det er en lykke over al anden lykke at drømme om, et land, hvor alle ting er fuldkomne og giftige." Ross forblev Wildes ven hele livet og ydede en stor og uselvisk indsats for at forvalte Wildes litterære rettigheder til fordel for de to forældreløse drenge. 
Efter udgivelsen af Dorian Gray "er der ingen, der vil tale med os mere", skal Constance have sagt, men i sommeren 1891 introducerede digteren Lionel Johnson Wilde for lord Alfred Douglas, kaldt "Bosie". Douglas studerede i Oxford uden at tage eksamen. Han påstod dog at have læst Dorian Gray ni gange. Han opsøgte Wilde for at få råd vedrørende et afslørende brev, der blev brugt til at afpresse ham. Douglas fortalte senere, at de blev kærester ni måneder efter det første møde, og at seksuelt samvær ophørte seks måneder "før den endelige katastrofe og blev aldrig genoptaget efter at han kom ud af fængslet". 
Douglas var seksten år yngre end Wilde, men introducerede ham for mandlige prostituerede, som Wilde syntes, var "henrivende og stimulerende. Det var som at soupere med pantere. Faren var den halve ophidselse... de fremtrådte for mig som de mest skinnende blandt forgyldte slanger. Giften var en del af deres fuldkommenhed."  Til Douglas skrev han: "Din fejl var ikke, at du vidste så lidt om livet, men at du vidste for meget. Rendestenen og de ting, som lever der, var begyndt at fascinere dig... yderst fascinerende som det emne, din tale uophørligt kredsede om var, blev det dog efterhånden ensformigt for mig." Wilde mødte ikke drengene i East Ends snavsede værelser, men på pæne hoteller til middag og champagne. Derefter seksuelt samvær fulgt af mere alkohol og snak om sex. 
Wilde skrev senere, at i de tre år før sin arrestation "var mit liv, så snart du var ved min side, fuldstændigt sterilt og uden skaberkraft", mens Douglas prøvede at fremstille det , som om han tværtimod havde været Wildes muse.  De to skændtes hyppigt, og Wilde fortalte Douglas, at hans tillid til, at Wilde altid ville tilgive ham, var "måske det træk ved dig jeg altid bedst kunne lide, måske det bedste ved dig at synes om." Efter forsoning forventede Douglas en belønning, helst et ophold på luksushotellet Savoy. Den unge forfatter Pierre Louÿs var vidne til, at Wildes kone bankede på hoteldøren med post hjemmefra. Hun tryglede Wilde om at komme hjem og se til børnene. Louÿs var chokeret over at Wilde ville ydmyge sin kone sådan og stillede som betingelse for sit venskab, at Wilde droppede Douglas. Wilde blev selv træt og bad Douglas' mor til at sende sønnen til Kairo. Han besvarede ikke Douglas' breve, men efter en syndflod af telegrammer, gik han med til et forsoningsmøde i Paris. Straks efter hjemkomst til London i foråret 1894 blev parret opdaget ved en frokost på Café Royal af Douglas' far, markisen af Queensberry (der skrev boksereglementet). Han skrev til sønnen, at han ville gøre ham arveløs hvis han fortsatte kontakten med Wilde: "Jeg vil ikke prøve at analysere intimiteten, og jeg fremsætter ingen anklager, men i mine øjne er at posere som noget lige så slemt, som at være det. Med mine egne øjne så jeg jer begge i det mest frastødende og modbydelige forhold." Douglas telegraferede tilbage: "Hvor er du en sjov lille mand!" Sammen rejste parret til Firenze. Da de kom tilbage, gik Queensberry uanmeldt til Tite Street, hvor han "ytrede hvert sjofelt ord hans sjofle sjæl kunne komme i tanker om," skrev Wilde,  som ikke ville i klemme i konflikten mellem far og søn og var forfærdet over det hele: "Udsigten til en kamp, hvor du selv var tryg, frydede dig," skrev han til Douglas. "Jeg kan ikke huske dig i bedre humør, end du var resten af den sæson."  Queensberry var rasende: "Hvis jeg nogensinde ser dig med den mand [Wilde] igen, skal jeg lave en offentlig skandale, du ikke engang kan drømme om." 
Sommeren 1894 tilbragte Wilde med sin familie i Worthing. Douglas kom senere, vrængede ad de beskedne omgivelser og fik Wilde til at bekoste et ophold på Grand Hotel i Brighton i stedet for. Constance og børnene tog hjem til Tite Street, hvor Constance faldt på trappen og pådrog sig den rygskade, der skulle koste hende livet. Douglas fik influenza og blev plejet af Wilde, som blev smittet. Men da Wilde lå i sengen med feber, stak Douglas af: "Når du ikke er på din piedestal, er du ikke interessant," skreg han til den syge. "Næste gang du bliver syg, rejser jeg med det samme." Den dag fyldte Wilde 40 år. Tre dage senere kom han til London, fast bestemt på at afslutte forholdet, men læste så i avisen, at Douglas' ældste bror, grev Drumlanrig, var død. Det blev derfor til, at han i stedet for støttede og trøstede Douglas.  Drumlanrig havde begået selvmord efter trusler om afpresning pga. sit homoseksuelle forhold til udenrigsminister lord Rosebery. Drumlanrig var den af sønnerne, Queensberry holdt mest af. To dage senere modtog Queensberry den oprindelige annullering af sit andet ægteskab. Hans første kone, mor til hans tre sønner, havde forladt ham pga. utroskab, mens hans anden kone forlod ham straks efter brylluppet 1. november 1893 og bad om annullering pga. "deformerede forplantningsorganer" samt "frigiditet og impotens". Queensberry var kendt som krakiler og kom nu helt ud af balance. 
Wilde ønskede at følge prøverne ved opsætningen af The Importance of Being Earnest, men Douglas pressede ham til at de rejste til Algeriet for at købe sex hos gadedrenge. Wilde måtte rejse alene hjem til England, da Douglas blev hos en opvarter ved navn Ali. Til André Gide sagde Wilde: "Jeg håber jeg helt har demoraliseret byen," skønt han savnede sine børn og var træt af at lyve for sin tålmodige kone.  Gide kendte han fra Paris i 1883, hvor Wilde havde sagt: "Jeg bryder mig ikke om dine læber. De er lige, som hos folk der aldrig lyver. Jeg vil lære dig at lyve, så dine læber bliver smukke og buede som på en antik maske." Bagefter sagde Gide, at Wilde ikke havde gjort ham "andet end ondt." "Jeg vælger mine venner efter deres gode udseende, mine bekendtskaber for deres gode karakter, og mine fjender for deres gode forstand," sagde Wilde. "En mand kan ikke være omhyggelig nok i sit valg af fjender."  Gides indtryk af Wilde var, at han "ikke samtalte; han fortalte. Under næsten hele måltidet holdt han ikke op med at fortælle. Han fortalte mildt, langsomt, hans stemme var helt vidunderlig. Han talte fremragende fransk... Han lyttede aldrig og viede knapt nogen opmærksomhed til tanker, hvis de ikke var hans egne." 
På Valentins dag 14.februar 1895 havde Earnest premiere i Londons St. James-teater. Samme aften indtraf en af Londons sjældne snestorme. Wilde blev tiljublet, da han ankom med Constance ved armen. Da han blev spurgt om stykket ville blive en succes, svarede han: "Stykket er en succes. Spørgsmålet er, om publikum til premieren bliver det." Rygter gik, at Queensberry ville benytte premieren til at oplyse publikum om sin søns forhold til Wilde, så der var sørget for tyve politimænd til at spærre ham vejen. Han skal være ankommet med en "buket" roer og gulerødder, som han smed mod bagdøren. 
Ellers var stykket en enorm succes. H.G. Wells var blandt de begejstrede anmeldere, mens George Bernhard Shaw var mere behersket. Constance var løbet tør for husholdningspenge og måtte bede Ross om at finde Wilde, der havde lejet værelser på Avondale Hotel. Imidlertid stormede Douglas ud, da Wilde ikke måtte have en ven boende der, og Wilde sad tilbage med en hotelregning på £ 140. Han overvejede at flygte til Paris, men hotellet havde allerede beslaglagt hans bagage. Da han gik til sin klub for at hente post, fandt han et visitkort fra Queensberry med påskriften: "Til Oscar Wilde poserende somdomit [fejlstavning for sodomit]." Wilde havde tidligere talt med en sagfører om Queensberrys opførsel, men nu blev han opmuntret af Douglas til at gå videre med sagen. Douglas forsikrede, at hans mor og bror Percy ville dække sagsomkostningerne, da Queensberry havde behandlet hele familien elendigt. Det gjorde de imidlertid ikke, og Wildes venner frarådede ham stærkt at anlægge injuriesag. Det fik Douglas til at fare op og skrige med fortrukket ansigt: "Så er du ingen ven af Oscar!" Han hadede sin far og pressede Wilde til at rejse sag. Wilde bebrejdede senere Douglas at han havde kaldt Wilde fej og tillagt hans venner dårlige motiver, fordi de var betænkelige ved sagen. Alligevel lod Wilde sig presse af Douglas til at rejse til Monte Carlo, hvor Douglas ignorerede ham og i stedet spillede sine penge væk. Ovenikøbet blev parret genkendt og bedt om straks at forlade hotellet. 
Queensberrys sagførere fandt frem til unge mænd, som Wilde havde gjort tilnærmelser til. Før afrejsen til Kairo havde Douglas til overmål foræret et brugt jakkesæt til Alfred Wood, en syttenårig som han selv og Wilde havde haft sex med. I jakkelommen fandt Wood nogle breve fra Wilde til Douglas, som han kunne bruge til afpresning. Han ville have £ 60 til at rejse til Amerika for. Til det svarede Wilde fornøjet, at Wood bare kunne omsætte hans breve, hvis han ville: "Jeg har aldrig selv fået så stor en sum for noget prosaarbejde af den længde." Han havde dog betalt, og Wood var rejst til Amerika men kom senere tilbage til London. Wilde lagde brevet, hvori der stod at Douglas' læber var skabt for "the madness of kisses", på et sikkert sted, men en kopi dukkede op og blev læst højt i retten.  Brevet blev anset som bevis for, at Queensberry faktisk havde ret i, at Wilde havde "poseret" som sodomit.

## Retssagerne
Retssagen indledtes 3. april 1895 og varede i tre dage med Edward Carson som Queensberrys forsvarer. Tilhørerpladserne var fyldt – dog var der ingen kvinder. Der var kun to vidner: klubbens portner, der havde modtaget Queensberrys kort, og Wilde selv. Wilde opgav sin alder til 39 år. Carson, der havde gået på Trinity samtidigt, vidste, at hans gamle studiekammerat måtte være fyldt 40, og påpegede det. Nu kunne han understrege den store aldersforskel mellem Wilde og den seksten år yngre Douglas, samt de omtalte gadedrenge. Carson forhørte først Wilde om hans forhold til Douglas, men her forelå intet bevis. Han fortsatte med Dorian Gray: "Har De nogensinde forgudet en ung mand grænseløst?" "Nej, jeg har aldrig forgudet andre end mig selv." På retssagens anden dag blev Wilde forhørt om sit privatliv: "Drikker De champagne?" "Ja, stærkt imod min læges ordre." "Vi har ingen interesse i Deres læges ordre." "Det har jeg heller ikke." Wilde begyndte at slappe af, og da Carson spurgte, hvorfor han ikke havde kysset Douglas' tjener, Walter Grainger, svarede Wilde at drengen var grim at se på, og at han ikke havde kysset ham af samme grund, som han ikke ville kysse en dørmåtte. At Wilde ville have kysset drengen, hvis han havde været køn, afslørede ham.  Carson trak efter sin sagførers råd søgsmålet tilbage, men Queensberry, der 5.april blev frikendt for anklagen om injurier, gav sine sagførere instruks om at sende sagsmappen til rigsadvokaten.  Pressen skrev at "ingen sundttænkende mand eller kvinde i den engelsktalende verden kan undlade at føle dyb taknemlighed over for markisen af Queensberry, der har ødelagt de dekadentes ypperstepræst [Wilde]". 
Allerede 6.april blev Wilde arresteret og sat i varetægtsfængsel. Han blev løsladt mod kaution, betalt af Douglas' bror Percy, der af den grund 21.maj blev slået ned på Piccadilly Circus af deres far, der også havde sørget for at intet hotel ville have Wilde boende. Wildes veninde forfatterinden Ada Leverson, som han kaldte "Sfinx", og hendes mand tilbød ham at bo hos dem. Sagen kunne være endt her med Wilde vanæret i fuld offentlighed; men anklagemyndighederne fortsatte med ingen ringere end regeringsadvokaten, sir Frank Lockwood, som anklager. Det siges, at Edward Carson som Wildes gamle studiekammerat bad Lockwood om at frafalde sagen, men fik til svar, at myndighederne ikke turde pga. de navne Queensberry havde nævnt i sit brev. Queensberry kan have truet med at afsløre Rosebery, der nu var blevet statsminister, og kunne siges at være skyld i hans ældste søns selvmord.  Desuden gik det mod valg, og regeringen havde behov for at vise muskler efter skandalen i Cleveland Street, hvor der i 1889 var blevet afsløret et bordel, hvor unge mænd fra det nærliggende telegrafkontor tilbød sex til kunder fra aristokratiet. Regeringen havde dengang presset politiet til ikke at arrestere nogen, før samfundets støtter havde fået fjernet sporene efter sig. 
Sagen mod Wilde åbnede 26.april 1895. Han blev sigtet for 25 tilfælde af grov uanstændighed efter loven af 1885, der første gang havde omtalt "uanstændige forhold" mellem mænd som kriminelle, med en maksimumsstraf på to år.  Det var samme paragraf, dronning Victoria påstås at have haft indflydelse på, da hun ikke ville have lesbiske forhold ind under paragraffen med den begrundelse at "kvinder ikke gør sådan noget".  Carson var nu erstattet af Charles Gill, der også kom fra Trinity College, men ingen ven var af Wilde. Som en ekstra belastning gik Wildes hjem på tvangsauktion 24.april. Wildes livsførelse med ophold på luksushoteller havde gjort ham dybt forgældet. Nu forlangte Queensberry sine sagsomkostninger dækket. Alt, også børnenes legetøj og Thomas Carlyles skrivebord, blev solgt til spotpris. Personlige breve blev rodet frem, og originalmanuskripter forsvandt. 
I retssalen forsvarede Wilde sig med at han omgikkes unge mænd, fordi han holdt af ungdom. De indstævnede vidner kunne imidlertid fortælle om lejede værelser, hvor dagslys aldrig slap ind, og hvor det flød med kvindeparykker, -sko og strømper, selv om de besøgende altid var mænd. I ventetiden før næste retssag, der åbnede 20.maj, bønfaldt Constance og Wildes venner ham om at forlade landet. Men hans mor holdt hårdt på, at han skulle møde i retten: "Hvis du bliver, selv om du må i fængsel, vil du altid være min søn. Det vil ikke gøre nogen forskel for mig. Men rejser du, vil jeg aldrig tale med dig igen," sagde hun.  Wilde blev, og blev 25.maj 1895 idømt to års strafarbejde. Dommer i sagen, den 77-årige sir Alfred Wills, fordømte Wilde hårdt i sin domsafsigelse: "At De, Wilde, har været centrum for en kreds af udbredt fordærvelse af den hæsligste slags blandt unge mænd, er det umuligt at betvivle." 
Constance havde sendt sønnerne til Schweiz. Nu rejste også hun. 

## To år i fængsel
Wilde sad først i Pentonville-fængslet, hvor han blev anset egnet til "hårdt arbejde". Han måtte op kl. 6 og i seng kl. 19. Diarré var så udbredt, at fængselsbetjentene blev dårlige af lugten, når de åbnede cellerne om morgenen. De første måneder fik Wilde ingen madras, men sov på sengebunden. Det tog ham mange måneder at vænne sig til fængselsdiæten af vælling, bønner og en gang om ugen koldt kød, så han tabte sig 11 kilo, hvad der dog fik ham til at se sundere ud. 4.juli blev han overført til Wandsworth-fængslet, hvor maden var endnu værre, og hvor han skulle gå i en trædemølle, stående i en kasse med venstre fod på den højeste pedal og højre på den laveste. Efter tre dage var hans diarré så slem, at han blev indlagt på sygeafdelingen, hvor han fik lov til at tale med andre fanger. Bagefter blev han sat til "let arbejde", dvs. at rense fire pund hør dagligt i sin egen celle. Hans fingre fik ar af at pille gammelt tovværk itu, så det tjæret kunne bruges til tætning. Den liberale politiker Haldane sørgede for at han fik bøger at læse i, selv om Madame Bovary som han bad om, blev afslået som upassende. 
Queensberry forlangte at få dækket £ 677 til sagsomkostninger, og Wilde måtte møde på et offentlige kontor og blive erklæret konkurs. Uden for stod Ross, for at kunne tage hatten af for ham: "Mænd er kommet til himlen for mindre end det," skrev Wilde, der med bitterhed konstaterede at Douglas lod som ingenting, skønt beløbet var "mindre end det halve af, hvad jeg spenderede på dig i løbet af tre korte sommermåneder". Tværtimod planlagde Douglas at offentliggøre udsnit af Wildes breve i fransk skandalepresse. Wilde blev dømt på grundlag af breve han havde skrevet til Douglas, og var chokeret over at Douglas bag hans ryg ville offentliggøre kærlighedsbreve, han havde skrevet til ham fra fængslet. Ikke mindst belastede det forholdet til Constance, der overvejede skilsmisse. Hun ombestemte sig dog, efter at Wilde i et brev bønfaldt hende om at blive i ægteskabet. 
Wilde sad fængslet begge år til sidste dag og fik ikke lov til at tale med nogen.  En gang han besvarede en venlighed fra en medfange, påtog han sig skylden for at have talt først, og blev straffet med to ugers isolation. En gang drejede han hovedet i kapellet og blev frataget sin madras som straf. En morgen faldt han om og slog højre øre mod stengulvet. Det påførte ham en skade, der skulle koste ham livet. 
Hans mor døde 3.februar 1896 efter at have bedt indtrængende om at få sin søn at se en sidste gang. Det blev afslået.  Wilde sagde, at den nat hun døde, havde hun vist sig for ham i cellen, klædt i overtøj. Han bad hende om at tage kappen af og sætte sig, men hun rystede trist på hovedet og forsvandt. Constance, der boede i Genova med børnene, rejste hele vejen fra Italien for selv at overbringe Wilde nyheden om hans mors død, som hun vidste, ville knuse ham helt. Han sagde: "Ja, jeg ved det allerede." En gang var han inviteret til at spise middag i "Tretten-klubben", hvis formål var at bekæmpe overtro, og hvor der var tretten gæster ved tretten borde. Han takkede nej: "Jeg elsker overtro som det element, der farvelægger tanke og fantasi." I 1893 havde grev Louis Hamon læst hans hænder: "Venstre hånd er en konges hånd, men den højre er hånden til en konge, der sender sig selv i eksil."  "Hvornår?" spurgte Wilde. "Nogle få år fra nu af... mellem dit 41. og 42.år," svarede Cheiro. I juli 1894 gik Wilde også til fru Robinson, som han kaldte "sibyllen i Mortimer Street". Hun sagde: "Jeg ser et strålende liv for Dem til et vist punkt. Der ser jeg en mur. På den anden side af muren ser jeg ikke noget." Wilde mente det drejede sig om hans mors død. 
I fængslet fik han kun lov til at skrive og modtage et brev hver tredje måned. 20.november 1895 fik Haldane ham overført til Reading-fængslet. På vejen måtte han stå en halv time i fangedragt og håndjern på en perron på den stærkt trafikerede Clapham Junction, hvor rejsende kom strømmende til, hånlo og spyttede på ham. Wilde var 1,87 meter høj og nem at få øje på. Et år efter græd han hver dag på det klokkeslæt, hvor ydmygelsen fandt sted. I Reading blev han sat til at arbejde i haven og biblioteket og binde bøger ind i brunt papir.  Senere fik han ved dispensation pen og papir og skrev i begyndelsen af 1897 et langt brev til Douglas. Brevet er kendt som De Profundis (= fra dybet). Han fik ikke tilladelse til at sende det, men efter sin løsladelse bad han Ross om at få en kopi – og originalen sendt til Douglas. Ross gjorde klogt nok det modsatte, for Douglas ødelagde den tilsendte kopi i et raserianfald. 
Wildes venner mødte ham ved løsladelsen. Ada Leverson hilste han med ordene: "Sfinx, hvor vidunderligt af dig at vide nøjagtigt hvilken hat du skal ha' på kl. syv om morgenen, for at møde en ven, der har været bortrejst!" 

## Sidste år
Efter løsladelsen forsøgte Wilde uden held at genoptage sin karriere under navnet Sebastian Melmoth, som han havde lånt fra Melmoth the Wanderer, en skrækroman af hans grandonkel Charles Maturin (1820).  Melmoth er halvt mand og halvt djævel. Fornavnet Sebastian kom af hans glæde ved kunstværker, der skildrede Sankt Sebastian. "Fair as Sebastian and as early slain," havde han skrevet i sin ode ved Keats' grav i 1877.  Constance, der nu boede med børnene i Genova, bidrog til hans underhold med £ 150 i året på den udtrykkelige betingelse, at han ikke så Douglas.  Douglas' mor på sin side havde også sat som betingelse for sin understøttelse af sønnen, at han holdt sig væk fra Wilde. Wilde var heller ikke indstillet på nogen genforening. "Hold for enhver pris Bosie væk!" sagde han til sine venner, da han kom ud af fængslet. "Han spillede engang terning med sin far om mit liv og tabte."  Wilde var fast bestemt på at skabe sig et nyt liv. I udlændighed i Dieppe begyndte han at skrive The Ballad of Reading Gaol, som blev udgivet af Leonard Smithers, "den lærdeste erotoman i Europa", da ingen anden forlægger ville røre ved den. 
Douglas bombarderede Wilde med breve, som han besvarede. "My darling Boy," hed det snart. Constance nægtede ham at møde sønnerne, selv om hun sendte ham fotos af dem. Hun skrev med ukarakteristisk voldsomhed: "Jeg forbyder dig at møde lord Alfred Douglas. Jeg forbyder dig at vende tilbage til dit beskidte, sindssyge liv... Jeg forbyder dig at komme til Genova." 
Douglas' planlagte ankomst til Dieppe blev først forpurret af lord Queensberrys trussel om skandale. Senere påstod Douglas at han manglede penge til billetten. 28. august 1897 steg han dog af toget i Rouen: "Stakkels Oscar græd, da jeg mødte ham på banegården. Vi gik omkring hele dagen, arm i arm eller hånd i hånd, fuldkommen lykkelige." Natten tilbragte de på et hotel, og Wilde sagde: "Alle er rasende på mig for at være gået tilbage til dig, men de forstår os ikke." Sammen lejede de en villa med fire tjenere ved Napoli. Byen var kendt for sine gadedrenge, og Wilde sagde: "Den græske bronze hviler på museerne om dagen, og kan ses på gaderne om natten... Jeg er forlovet med en fisker af ualmindelig skønhed, 18 år." Constance hørte om udskejelserne og standsede sin understøttelse. Wilde var rasende: "Hvordan kan hun bilde sig ind, at hun kan påvirke eller kontrollere mit liv?... Kvinder er så smålige, og Constance har ingen fantasi. Måske vil hun have en ny retssag for at tage hævn; i så fald kan hun sige at hun for første gang i sit liv har påvirket mig. Jeg vil for himlens skyld ønske hun lader mig i fred." Det gjorde hun også. 
Wilde genså aldrig sin familie. Den sommer tilbragte Constance i Schwarzwald med sønnerne, før hun vendte tilbage til Italien, og de til skolegang i henholdsvis Heidelberg og Monaco. Senere fortalte Wilde at "Bosie i endeløse breve havde tilbudt mig et hjem. Han tilbød mig kærlighed, hengivenhed og omsorg, og lovede, at jeg aldrig skulle mangle noget. Efter fire måneder godtog jeg hans tilbud, men da vi mødtes, fandt jeg ham uden penge, uden planer, og han havde glemt alle sine løfter. Hans eneste plan var at jeg skulle skaffe os begge nogle penge, hvad jeg gjorde, £ 120. Bosie levede nok så fornøjet på dem. Men da det blev hans tur at bidrage med noget, blev han forfærdelig, uvenlig, sjofel og nærig, bortset fra når det drejede sig om hans egen fornøjelse, og da min understøttelse ophørte, rejste han sin vej. Det er, naturligt nok, den bitreste erfaring i et bittert liv." 
Douglas fortalte sin mor, at han havde "tabt den voldsomme længsel efter hans selskab, jeg havde før, og som skabte et smertefuldt tomrum, når han ikke var hos mig... Hvis jeg ikke havde mødtes med ham igen og levet sammen med ham i to måneder, var jeg aldrig kommet over længslen efter ham". Hans mor var lykkelig og dækkede de ubetalte regninger for villa og hotel i Napoli. Wilde syntes, han samtidig kunne få betalt de £ 500, der havde gjort ham bankerot, som æresgæld. Douglas mente imidlertid at en gentleman normalt ikke betaler æresgæld, og ingen tænker dårligere om ham af den grund.  Efter sin fars død arvede Douglas £ 20.000, men afslog stadig at gøre gælden op. 
12.april 1898 sendte Wilde et fortvivlet telegram til Ross: Constance var død, kun fyrre år gammel,, efter endnu en operation for rygproblemerne efter faldet i Tite Street. Wildes understøttelse blev nu udbetalt uden betingelser.  Hans største succes, The Importance of Being Earnest, blev for første gang udgivet i 1899, men det blev stadig anset for upassende at sætte hans navn på værket, så i stedet for stod der "af forfatteren til Lady Windermere's fan". Wilde havde nu helt tabt modet: "Jeg skrev, da jeg ikke kendte livet. Nu, da jeg kender meningen med livet, har jeg intet mere at skrive." Med Constances død var døren til deres børn lukket for altid; Wildes bøn til formynderen om at måtte skrive til dem når de blev ældre, blev afslået.  "Min vej tilbage til et nyt liv ender i hendes grav." 
The Ballad of Reading Gaol blev en stor succes. I juli 1896 havde Wilde set bøddelen krydse fængselsgården på vej til hængningen af Charles Woolridge, en 30-årig morder fra Royal Horse Guards, der i jalousi havde skåret halsen over på sin kone .  Wilde beskriver livet som fange med linjerne: "I know not whether laws be right, or whether laws be wrong; all that we know who lie in gaol, is that the wall is strong; and that each day is like a year, a year whose days are long."
På det billige Hotel d'Alsace i Paris pådrog Wilde sig en alvorlig ørebetændelse. Han gennemgik en mislykket operation på sit hotelværelse i oktober 1900. 27. november fik han hjernehindebetændelse. Ross kom rejsende og sad ved hans seng, da Wilde døde tre dage senere. ("Tapetet er rædselsfuldt; enten skal det væk eller også skal jeg!" og "Champagne! – jeg dør over evne!"). Smerterne var så slemme, at når han ville sige noget, måtte han presse en knytnæve ind i munden for ikke at skrige højt.  Ross opfyldte hans sidste ønske og hentede en katolsk præst, der optog ham i den romersk-katolske kirke og gav ham den sidste olie. Douglas kom for sent, men deltog i begravelsen i Saint German-des-Près-kirken og betalte udgifterne. Den taktfulde hotelvært, Jean Dupoirier, nævnte ikke Wildes gæld og dækkede også hans lægeregninger. "At dø i Paris er faktisk en meget besværlig og dyr luksus for en udlænding," skrev Ross, da han i 1902 havde betalt Wildes hotelregning udstedt til "hr. Melmoth". 

## Gravsted og eftermæle
Wilde fik en fattigbegravelse i en lejet grav uden for Paris' mure. Ni år senere, da konkursgælden var betalt ved salg af hans værker, fik Ross råd til at få ham flyttet til hans nuværende gravsted på Père-Lachaise-kirkegården i Paris.  Constance blev gravlagt på Staglieno-kirkegården i Genova.  Wilde besøgte hendes grav et år efter hendes død: "Jeg blev dybt rørt – samtidig oplevede jeg det nytteløse i alle beklagelser." Ordene "wife of Oscar Wilde" blev først tilføjet gravstenen i 1963. 
På Wildes egen kiste kom der ved en fejl til at stå Oscard, der rimer på discard (= at kassere). -d blev fjernet efter Ross' protester. En veninde af Wilde skænkede Ross £ 2.000 til et gravmonument, som Jacob Epstein tegnede. Da det blev opført i 1912, protesterede franske myndigheder mod figurens synlige kønsdele, der så blev gipset. Epstein nægtede at forandre sit værk, og monumentet blev stående sådan til 1914. Ross døde i 1918. Efter eget ønske blev hans aske begravet på bagsiden af Wildes gravsten, dog først i 1950, på halvtredsårsdagen for Wildes død. 
Alfred Douglas døde i 1945. Han afsvor al homoseksualitet, blev katolik og indgik ægteskab med digterinden Olive Custance. Det varede i ti år, og de fik sønnen Raymond, der blev redaktør af det litterære tidsskrift Academy. Som vidne i en retssag udtalte han om Wilde: "Jeg mener, han havde en diabolsk indflydelse over alle han mødte. Jeg mener, han er den største ondskabens magt, der har vist sig i Europa de sidste 350 år. Han var djævelens udsendte på enhver tænkelig måde. Han var en mand hvis hele formål i livet var at angribe og hånle af dyden, og at undergrave den på enhver mulig måde, seksuelt og ellers." Selv anlagde han sag mod Evening News i 1921, efter at avisen ved en misforståelse havde trykt en ætsende nekrolog om ham. Douglas selv sad et halvt år i fængsel for at have anklaget Churchill for at lade sig bestikke af en tysk bankier, Ernest Cassels, til at afgive en vildledende rapport om Slaget ved Jylland. Det var hans højeste ønske at komme i fængsel lige som Wilde, og under opholdet skrev han digtet In Exelcis (I Himlen), svarende til til Wildes De Profundis. 
H. Montgomery Hydes bog Sagen mod Oscar Wilde (1962) (København 1965) afdækker med juridisk grundighed alle aspekter i Wildes uheldige og overflødige sag.